# Babica v cirkusu
Babica v cirkusu je kratka slovenska pravljica, ki jo je napisala pisateljica Kristina Brenk, ilustrirala pa jo je Marlenka Stupica. Izdala in založila jo je Založba Mladinska knjiga leta 1982 v Ljubljani.

## Vsebina
Babičina družina se je odpravila na morje, babica pa je ostala doma. Ko družine ni bilo, si je ogledala cirkuško predstavo, med katero je zadremala in sanjala. Medtem ko je spala sta na odru nastopila majhen, bel »psiček« in plesalka. Potem se je prebudila, a kmalu spet zadremala, na koncu pa jo je zbudil hrup ob koncu predstave. Odšla je iz cirkusa in pred njim zagledala belobradega »možička«, ki je prodajal srečke. Kupila je eno in jo zvečer razprla. Na njej je pisalo, da se ji bo izpolnila davna želja, a babica je ugotovila, da se ji je ta želja že izpolnila, saj je bila v cirkusu in tam mirno spala.

## Literarni liki
Glavni lik zgodbe je babica. Ta živi v hiši z vnukoma Polono in Mihom ter njunimi staršiin in ima hišnega ljubljenčka - »miško«.  
Ostali literarni liki so oče, mati, »miška«, Polona, Miha, cirkuški direktor, dva klovna, tigri, bel »psiček«, sloni, vidra, plesalka, belobrad »možic«.

## Analiza pravljice
Delo Babica v cirkusu je kratka slovenska pravljica. Napisana je na humoren način in v njej je veliko domišljijskega dogajanja, kar je značilno za pravljico. Besedilo vsebuje veliko pomanjševalnic (miška, možic, tigrica, tigerček, pesmica, listič) in okrasnih pridevnikov (zelena obleka, zelena ruta, zlati uhani, črna torbica, bleščeče se luči, bele rokavice, črn metuljček, velik, okrogel nos, zelen sončnik). Zgodbo pripoveduje tretjeosebni pripovedovalec.
Dogajalni čas:  sobota, od jutra do večera. 
Dogajalni prostor: babičina hiša, cirkuški šotor in park »cvetočih kostanjev«.

## Vir
- Brenk Kristina: Babica v cirkusu, Mladinska knjiga, Ljubljana 1982 (COBISS)